# Galluspforte
Die um 1185 entstandene Galluspforte an der Nordfassade des Querschiffs des Basler Münsters gilt als ältestes romanisches Figurenportal im deutschsprachigen Raum.
Hinter der Galluspforte befinden sich die Galluskapelle und der Gallusaltar, durch welchen die Galluspforte ihren Namen erhielt. Über dem Portal befindet sich das Glücksradfenster.
Das Portal der Galluspforte ist aus rotem Buntsandstein gehauen worden. Das Mauerwerk selbst besteht hingegen aus Degerfelder Sandstein.

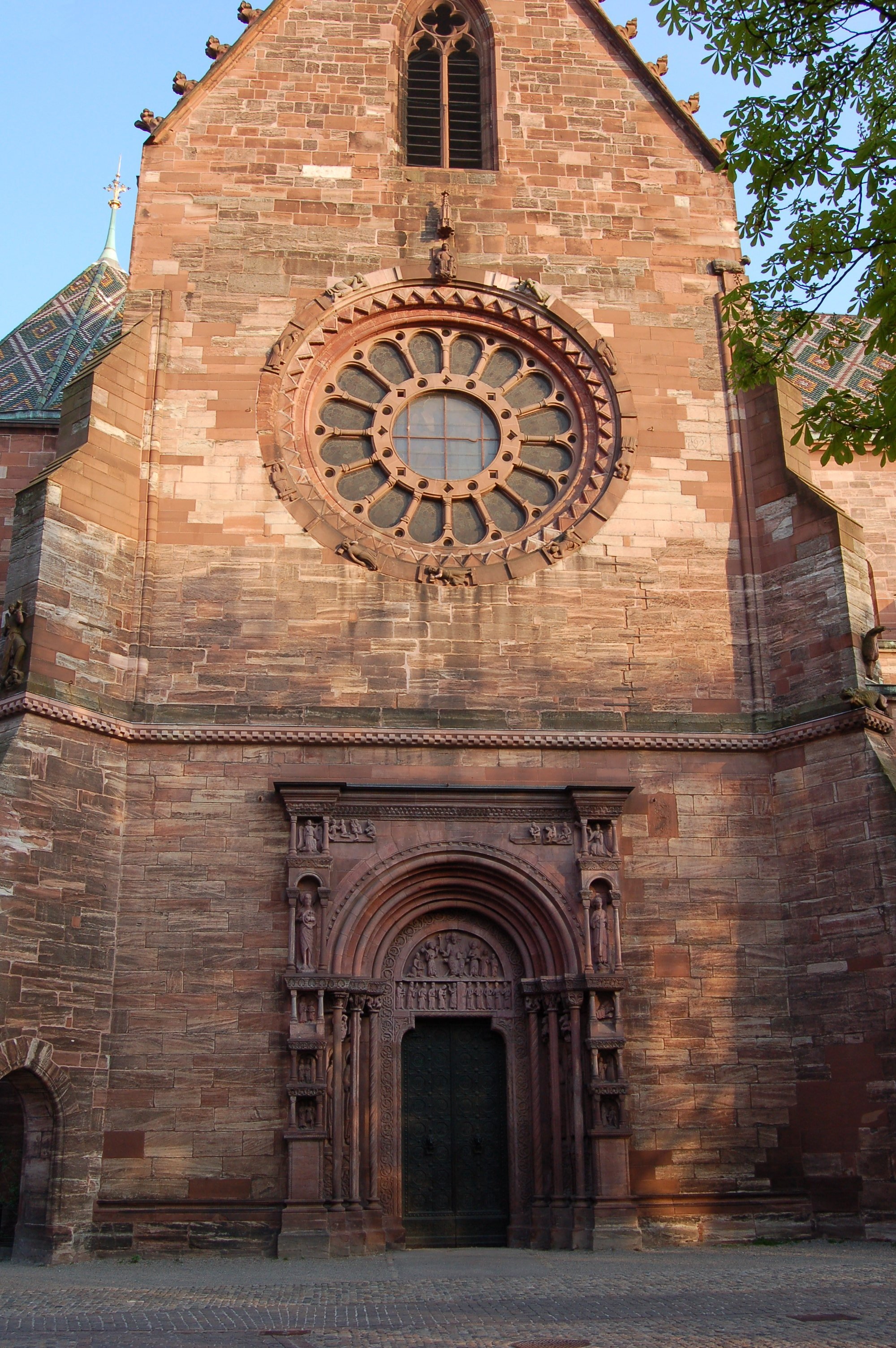
Galluspforte des Basler Münsters

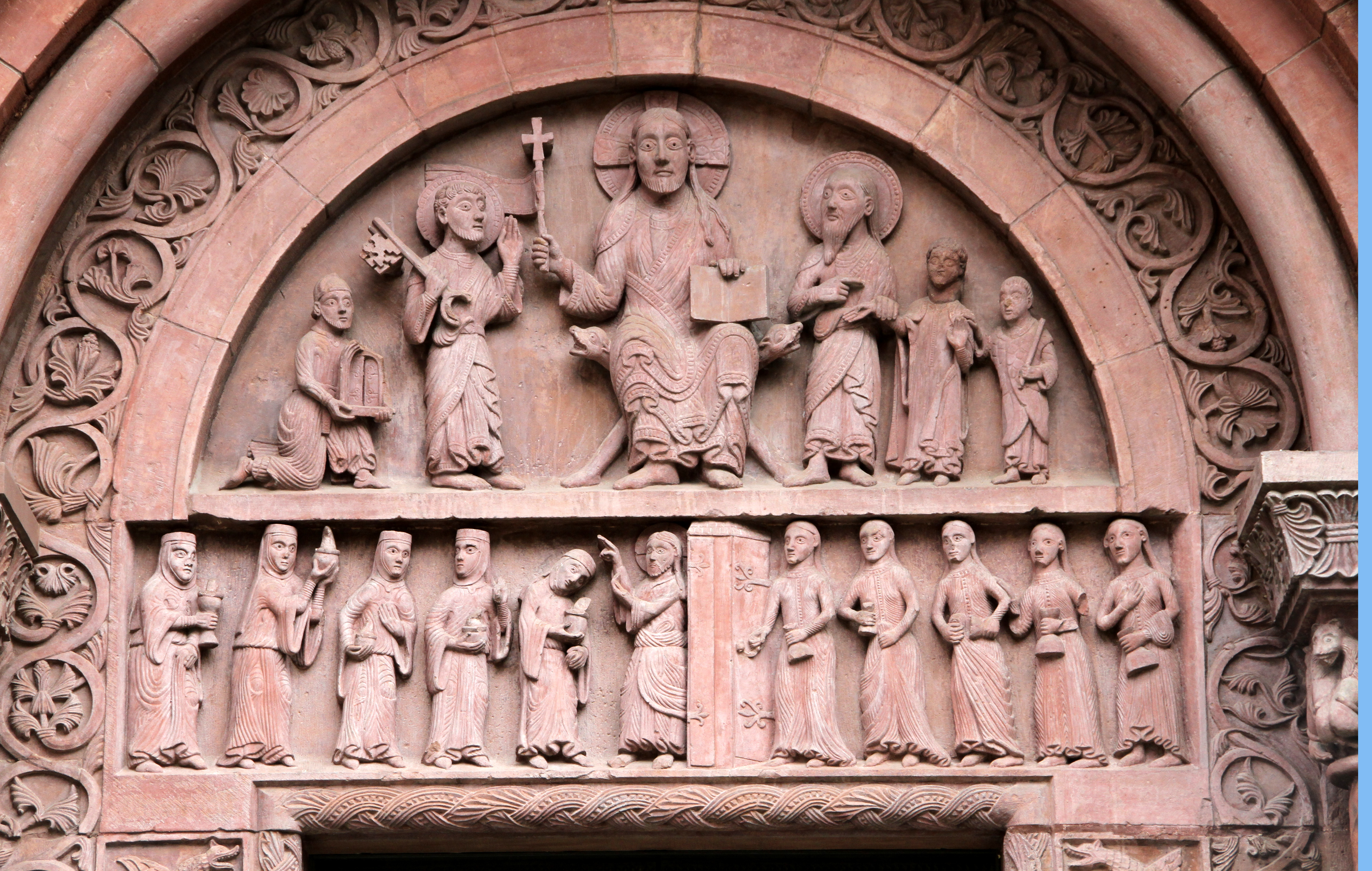
Tympanon der Galluspforte des Basler Münsters

## Entstehungsgeschichte des Portals
Das Entstehungsdatum der Galluspforte konnte von Historikern nicht genau ermittelt werden: Im Jahr 1185 fand ein Brand im Basler Münster statt. Daraufhin entstand unter der Leitung der Bischöfe Heinrich von Horburg und Lütold von Aarburg der „spätromanische Neubau“. Die Aussenmauern, die Langhausarkaden, die Schiffbreiten und die Krypten wurden beibehalten. Grosse Masswerkfenster wurden vor der Westempore aufgeführt, an den Seitenschiffen Privatkapellen angelegt. An der Galluspforte und am Chor des Münsters befinden sich dieselben Steinmetzzeichen. An diesem Merkmal wird klar, dass diese Bauteile zum gleichen Zeitpunkt entstanden sein müssen und somit die Galluspforte Teil des spätromanischen Neubaus war. Aufgrund dieser Befunde kann die Pforte auf das Jahr 1185 datiert werden.

## Restaurierungsgeschichte
Die Galluspforte wurde in mehreren Phasen restauriert: Seit 1597 wurden die roten Ölfarbenbemalungen erneuert. Der Hintergrund und die Umrandung des Tympanons wurden überschliffen. Ebenso wurden einige Skulpturen restauriert, wie zum Beispiel der Markuslöwe, alle Gesichter auf den vier untersten Barmherzigkeitstafeln und die Nimben von Johannes und dem Posaunenengel. Diese Eingriffe fanden um 1880–1890 statt. In den Jahren 1880–1890 restaurierte man zudem das Mauerwerk, indem es mit neuen Ziegeln eingedeckt wurde. Eingriffe in die Skulpturen fanden an den Evangelistenköpfen und den Evangelistensymbolen statt. Die Figuren wurden entweder bewahrt oder kopiert und ausgewechselt. Das romanische Kapitell an der östlichen Gewändesäule wurde vor 1356 durch ein gotisches Laubkapitell aus Kalkarenit ersetzt. 1597 tauschte man die Quadern im Sockelbereich aus. 1770 wurde im Portal eine barocke Holztür eingesetzt. 1882 wurde diese entfernt und durch zwei neuromanische bronzene Türflügel ersetzt. Die Breite der Türöffnung beträgt 183 cm. Das Gurtgesims, welches sich über der Pforte befindet, wurde durch ein neuromanisches Schachbrettfries ersetzt. 1941 wurde das Portal gereinigt und von 1988 bis 1989 die verschmutzte Oberfläche trocken gereinigt und mit Halböl bestrichen. Die Steinoberfläche wird durch das Halböl geschützt. Am Portal errichtete man schliesslich ein schmales Dach. Seit dem 18. Jahrhundert, als Folge der Reformation, wurde die Pforte profan genutzt. Im Zuge von Feiern, von Promotionen und Universitätsjubiläen fanden akademische Festzüge durch die Pforte statt. An bestimmten kirchlichen Feiertagen, wie Fronleichnam oder Christi Himmelfahrt, gibt es einen Prozessionszug durch die Pforte. Am Palmsonntag erinnert der Prozessionszug an den Einzug Christi ins himmlische Jerusalem.

## Beschreibung des Portals
Neben der Türeinfassung springen zwei Nischenpfeiler hervor. Die Nischenpfeiler sind durch ein Kranzgesims miteinander verbunden. Das Kranzgesims ist mit Palmettenfries geschmückt. An den Pfeilern neben der Tür erkennt man ein Blattkapitell und ein Würfelkapitell. Andere Kapitelle stellen Tierkörper, wie Drachen, Adler oder Löwen, dar. Ihnen wurde eine symbolische Wächterrolle zugeschrieben. Die Galluspforte hat charakteristische Merkmale für die Zeit der Romanik. Die Romanik war in der Zeit von 950 bis 1250. Bedeutende Merkmale für die romanische Architektur sind die Rundbögen, Reliefs und der Faltenwurf der Skulpturen. All diese Merkmale sind in der Galluspforte wieder zu finden. Die vier Evangelisten fallen aufgrund des detailliert ausgearbeiteten Faltenwurfs der Gewänder und an deren Schmuckborten besonders auf. Bei den Taten der Barmherzigkeit ist jede einzeln dargestellte Barmherzigkeit von einem bogenartigen Relief umfasst. Die Prophetenfiguren zeichnen sich durch eine gewisse Härte und Genauigkeit aus und dennoch sind sie einfach dargestellt. Die Zonen sind regelmässig gegliedert. Am Bogen des Bogenfeldes verlaufen ein beschriftetes Band und altertümliche Drachenkonsolen. Die Ausschmückung des Bogens soll an die salomonische Braut-, Paradies- und Tempelsymbolik erinnern. Die Gestik des Christus ist, durch das Hervortreten seiner Augen, sehr ausdrucksstark.

## Die vier Evangelisten
Links und rechts von der Bronzetür befinden sich vier Pfostenstatuen. Links stehen Matthäus und Johannes, rechts Markus und Lukas. Sie sind nach ihrem Rang geordnet: Matthäus und Johannes sind die Apostel, Markus und Lukas die Apostelschüler. Über den Evangelisten befinden sich deren Symbole. Die Symbole sehen sehr beweglich aus. Matthäus erkennt man hier an seiner thronenden Darstellungsart. Er verkündet das Wort und steht für die Menschwerdung. Johannes, zu erkennen an seinem Attribut, dem Adler, steht für die Himmelfahrt. Lukas ist anhand des Stiers zu erkennen. Er steht für den Opfertod. Den Evangelisten Markus erkennt man am Symbol des Löwen. Er steht für die Auferstehung und ist zugleich ein Zeichen für die Elemente Luft und Feuer. Die Evangelistensymbole waren eigentlich für andere Portale bestimmt, wurden letztendlich aber doch zu einem neuen Portal vereint.

## Taten der Barmherzigkeit
Links und rechts von den Evangelisten befinden sich in Nischen kleinere Skulpturen. In den Nischen sind sechs biblische Szenen, mit Barmherzigkeitsmotiven dargestellt. Es stehen jeweils zwei Figuren zusammen: Eine vornehme Frau und Christus, der den Bedürftigen darstellt. Sie sind nach biblischer Reihenfolge geordnet. Das erste Beispiel (Oben links) ist der am Kelch sich labende Durstige. Die zweite Szene (Mitte links) stellt einen frierenden Pilger dar, der den Weg zu einem Obdach sucht. Bei ihm handelt es sich offenbar um einen Fremden. Das dritte Beispiel (unten links) zeigt einen Pilger mit Stock und umgehängter Tasche. Er ist nackt dargestellt. Das vierte Beispiel (Oben rechts) stellt einen Kranken dar. Die Frau beugt sich über den Kranken, um ihn zu betten. Das fünfte Beispiel (Mitte rechts) zeigt einen Gefangenen. Dabei handelt es sich um einen Riesen mit einem verstümmelten Kopf. Die Frau bringt ihm ein Laib Brot. Das sechste Beispiel (unten rechts) zeigt einen Hungrigen, der mit Krücken geht.

## Die Propheten
Über den Taten der Barmherzigkeit stehen Nischenpfeiler, in denen sich Reliefstatuen befinden. Links ist der Prophet Johannes Baptista (Johannes der Täufer) dargestellt, der den kommenden Opfertod Christi veranschaulicht. Dies zeigt er mit einer Lamm-Gottes-Scheibe und einem Kreuz. Diesen Propheten erkennt man an den ungeschnittenen Haaren, den blossen Füssen und dem Fellmantel. Er ist der letzte Prophet des alten Testaments. Rechts ist der Apostel Johannes dargestellt, den man an seiner Jugendlichkeit und an der kirchlichen Gewandung erkennt.

## Die Posaunenengel und die Auferstehenden
Unter dem Kranzgesims befinden sich links und rechts Posaunenengel. Neben ihnen sind die Auferstehenden dargestellt. Die Engel befinden sich in einer Nische. Die zwei Engel halten einen Botenstab und geben einen Hornstoss von sich. Der Botenstab ist mit Blütenmustern gekrönt. Diese Engel sollen an die Verkündigung der Geburt Christi erinnern. Neben den Engeln steigen Tote aus ihren Särgen. Sie stellen die Ankündigung des jüngsten Gerichts dar und stehen stellvertretend für die Stadien der Auferstehung.

## Bogenfeld und Türsturz

### Bogenfeld
In der Mitte des Tympanons ist Christus dargestellt. Er sitzt auf einem Klappstuhl. Mit der rechten Hand hält er eine mit Steinchen besetzte Kreuzesfahne, in seiner Linken umklammert er das Buch des Lebens. Der Klappstuhl weist Formen eines Hundekopfes auf. Die Gestalt des Hundes steht für Treue und Wehrhaftigkeit. Das Gewand Christi ist mit Perlensäumen geschmückt. Christus wird als auferstandener Weltenrichter gezeigt, der noch dazu menschenfreundlich und hoheitsvoll wirkt. Im Bogenfeld wird eine Portalstiftung gezeigt: Links von Christus steht Petrus. Hinter Petrus kniet ein Mann, welcher Jesus ein Stufenportal präsentiert. Aufgrund seiner Kopfbedeckung wird klar, dass er einem gräflichen Rang angehört.

### Türsturz
Der Türsturz, der sich direkt über den Bronzetüren befindet, zeigt die fünf klugen und die fünf törichten Jungfrauen an der Paradiespforte. Neben der Paradiespforte ist Jesus zu sehen, welcher der Pförtner des Paradieses ist. Die Jungfrauenparabel zeigt die Vorbereitung auf das Reich Gottes. Die Jungfrauen sollten ihrem Bräutigam entgegenkommen. Fünf davon nahmen Öl für die Lampe mit, um etwas zu sehen, die anderen fünf jedoch haben das Öl vergessen. Für diese blieb die Pforte geschlossen. Die klugen Jungfrauen kamen ins Paradies rein. Jede der Jungfrauen weist eine andere Gestik auf: Die erste Jungfrau neigt sich in Demut, die zweite blickt zurück und die dritte wirkt ergriffen und scheu.

### Vorbilder und Vergleiche
Die Galluspforte weist Bezüge zur Antike auf. Sie hat in ihrem architektonischen Aufbau Parallelen zur „Porte Noire“, einem kaiserlichen Triumphbogen in Besançon. Das Porte Noire könnte als Vorbild für die Galluspforte gedient haben.
Es lassen sich zwei Nachfolgebauten wieder finden: Die Portale der Kollegiatkirchen in Saint-Ursanne und Neuenburg haben ein Teil des Basler Schemas übernommen: Die Portale öffnen sich auch an den Längsseiten. Der Galluspforte ähnelt ebenso das Hauptportal der ehemaligen Abteikirche von Petershausen bei Konstanz, die um 1173/1180 entstand. Dort lassen sich auch Barmherzigkeitsreliefs an dem Portal wieder finden.